# United States Medical Licensing Examination
O United States Medical Licensing Examination (Exame de Licenciamento Médico nos Estados Unidos), mais conhecido como USMLE, é um exame de múltiplas etapas pelo qual o médico é obrigado a passar antes de ser autorizado a praticar medicina nos Estados Unidos.
O exame é promovido pela Federation of State Medical Boards (FSMB) e pela National Board of Medical Examiners (NBME). É composto de três etapas ou steps. Os médicos que tenham obtido sua graduação em escolas médicas fora dos Estados Unidos também devem passar pelas três etapas do USMLE, independentemente do seu título ou do seu grau de formação no seu país de origem.

## Step 1
O Step 1 é a primeira etapa do processo e tem como objetivo avaliar se estudantes de medicina ou médicos tem a capacidade de compreender e aplicar conceitos importantes das ciências básicas para a prática médica. Desde 2007, abrange os seguintes temas:
- Anatomia humana,
- Fisiologia,
- Bioquímica,
- Farmacologia,
- Patologia,
- Microbiologia,
- Epidemiologia,
- Tópicos interdisciplinares, tais como nutrição, genética e envelhecimento[1].

Os resultados são relatados com uma pontuação de três e outra de dois algarismos. A pontuação mínima para ser aprovado é de 192, no escore de três algarismos. Teoricamente, a pontuação máxima é de 300.

## Step 2
O Step 2 é a segunda etapa do processo. Tem o objetivo de avaliar se o estudante de medicina ou médico possui conhecimentos, habilidades e compreensão da ciência clínica essencial para a prestação de assistência ao paciente, sob supervisão. O Step 2 é subdividido em dois exames.

### Step 2-CK
O Step 2 CK (do inglês, Clinical Knowledge) é um exame de múltipla escolha com o intuito de avaliar a clínica através de um conhecimento tradicional. O exame dura 9 horas e é constituído de 8 blocos de 46 perguntas cada. Uma hora é dada para cada bloco de perguntas. Os temas incluídos neste exame são as ciências médicas como Clínica Médica, Cirurgia, Pediatria, Psiquiatria, Ginecologia e Obstetrícia.

### Step 2-CS
O Step 2 CS (do inglês, Clinical Skill) é uma exame prático que pretende avaliar habilidades clínicas simuladas com pacientes através de interações, em que o examinando interage com pacientes padronizados retratados por atores. Cada examinando enfrenta 12 casos clínicos e tem 15 minutos para concluir a anamnese e o exame clínico de cada paciente, e depois mais 10 minutos para escrever uma nota descrevendo os resultados, o diagnóstico diferencial e solicitação de exames complementares. o Step 2 CS é aplicado desde 2004 e, ao contrário do Step 1 e do Step 2 CK deve ser obrigatoriamente feito nos Estados Unidos. O exame é oferecido em cinco cidades americanas:
- Philadelphia (PA)
- Chicago (IL)
- Atlanta (GA)
- Houston (TX)
- Los Angeles (CA)

## Step 3
O Step 3 é a terceira e última etapa do processo e destina-se a avaliar se o médico consegue aplicar o conhecimento e a compreensão da ciência biomédica e clínica essencial para a prática da medicina desacompanhado. Os diplomados em escolas médicas americanas normalmente tomam este exame no final do primeiro ano de residência. Médicos estrangeiros recém-licenciados poderão fazer o Step 3 antes de começar na residência, em cerca de dez estados americanos.
O Step 3 ocorre em dois dias de exame. Cada dia de testes deve ser concluída dentro de oito horas. O primeiro dia de testes de escolha múltipla inclui 336 itens divididos em blocos, cada um constituído de 48 itens. Examinandos devem preencher cada bloco dentro de sessenta minutos. O segundo dia de testes de escolha múltipla inclui 144 itens, divididos em blocos de 36 itens. E os examinandos devem completar cada bloco dentro de quarenta e cinco minutos.